# Ernst Ferdinand Yxem
Ernst Ferdinand Yxem (* 12. März 1799 in Magdeburg; † 14. April 1867 in Berlin) war ein deutscher klassischer Philologe und Gymnasiallehrer.
Nach dem Besuch des Magdeburger Domgymnasiums studierte Yxem Klassische Philologie, von 1819 bis 1822 in Halle, von 1822 bis 1823 in Berlin. Hier wurde er nach dem Probejahr 1824 zum Lehrer am Friedrich-Wilhelms-Gymnasium ernannt. 1826 wurde er zum Oberlehrer befördert, 1828 zum Gymnasialprofessor. 1858 trat er in den Ruhestand.

## Wirken
Neben seiner Lehrtätigkeit trat Yxem durch verschiedene Veröffentlichungen in den Schulprogrammen des Friedrich-Wilhelms-Gymnasiums hervor, besonders zu den platonischen Dialogen und Goethes Biographie.
Sein Aufsatz "Über Goethe's Charakter" wurde positiv rezensiert. Er beschrieb Goethes "...leidenschaftliches Beharren auf dem Gebiete der Naturabhängigkeit, ..." und ging davon aus, dass in Goethes persönlicher Entwicklung das "...Gesetz des physischen Fortschreitens … als Gesetz des geistigen Fortschreitens erkennbar" sei. Der Rezensent erwähnte Yxems umfassende Kenntnisse und seine Fähigkeit, philosophisch zu denken. Zwischen 1837 und 1843 war Yxem Mitarbeiter an den Hallischen Jahrbüchern.
In seiner Werbeschrift, dem Protreptikos, tritt er für das Quellenstudium platonischer Schriften ein. Weder antike Platonforscher wie Thrasyllos noch gegenwärtige wie Wilhelm Gottlieb Tennemann und Friedrich Schleiermacher, könnten das eigenständige Forschen an den Texten ersetzen. Autoritäten zu folgen hätte den Nachteil, dass bei Platon manches übersehen werde. Bei Schleiermacher müsse man sich vor dessen vorchristlichen Ahnungen hüten, die dieser bei Platon zu finden glaube. Thrasyllos glaube, dass sich bei Platon alles um die Selbsterkenntnis drehe. Tennemann schließlich betrachte Platon einseitig rationalistisch. Auch zu behaupten, es gäbe nur eine einzige Interpretation platonischer Schriften, sei keine Alternative zu selber denken und eigenem Studium. Darin sei er sich mit Friedrich August Wolf einig. "Da bleibt mir nichts anderes übrig, als meine Leser einzuladen, jene Zeugnisse, die wir noch in Händen haben, mit mir zu durchblättern. Werden sie sich dazu das nächste Mal wieder einfinden?"

## Rezeption
Von Goetheforschern werden Yxems Publikationen über Goethe's Hermann und Dorothea immer wieder als sachkundig und informativ erwähnt.
Seine Goethe-Titel werden in entsprechender Literaturverzeichnissen und Goethe-Bibliographien gelistet.
Auf Yxems Verdienste um Echtheit, Reihenfolge und logische Theorien von Platons drei ersten Tetralogien weist u. a. Lutoslawski im Archiv für die Geschichte der Philosophie hin.

## Schriften
- Ueber Göthe's Charakter, Ein Versuch. Berlin (Reimer) 1831. Google-Buch
- Über Goethe's Hermann und Dorothea. Plahn 1837.
- Ein Logos Protreptikos. Schleiermacher und Platon betreffend. Berlin (Besser) 1841. Google-Buch
- Ueber Platon's Euthyphron. Berlin (Hahn) 1842. Google-Buch
- Ueber Platon's Kleitophon. Berlin (Hahn) 1846. Google-Buch